# Paweł Adamowicz
Pour les articles homonymes, voir Adamowicz.
Paweł Adamowicz (prononciation : /ˈpavɛw adaˈmɔvʲit͡ʂ/), né le 2 novembre 1965 à Gdańsk et mort assassiné le 14 janvier 2019 dans la même ville, est un homme politique polonais. Après avoir été vice-recteur de l'université de Gdańsk de 1990 à 1993, il est président du conseil municipal de Gdańsk de 1994 à 1998 puis maire de la ville de 1998 à sa mort.

## Biographie

### Études et militantisme
Paweł Bogdan Adamowicz (prononciation : /ˈpavɛw ˈbɔɡdan adaˈmɔvʲit͡ʂ/) est, de 1972 à 1980, élève de l'école primaire no 50 Emilia Plater de Gdańsk, puis, de 1980 à 1984, au lycée général Mikołaj Kopernik à Gdańsk. Au lycée, il adhère au mouvement Solidarność et participe à la distribution de publications clandestines. De 1984 à 1986, il édite le magazine étudiant clandestin Jedynka.
Il fait des études de droit à l'université de Gdańsk, où il devient un des dirigeants du mouvement étudiant et préside le comité de grève. Il est l'un des organisateurs de la grève de 1988. Il participe à la fondation des premières associations publiques d'opposition (Klub Myśli Politycznej „Dziekania” w Warszawie, Gdański Klub Polityczny im. Lecha Bądkowskiego, Stowarzyszenie „Kongres Liberałów” et Gdańskie Stowarzyszenie Akademickie).

### Carrière universitaire
Après l'obtention de sa maîtrise, il commence à travailler à l'université en tant qu'assistant, et en 1990-1993, exerce la fonction de vice-recteur pour les affaires étudiantes avant d'obtenir un diplôme de conseiller juridique. Parallèlement, il poursuit une carrière politique étant élu en 1990 au conseil municipal de Gdańsk (qu'il préside de 1994 à 1998) et membre des instances régionales et nationales du Congrès libéral-démocrate puis du Parti conservateur-populaire.

### Maire de Gdańsk

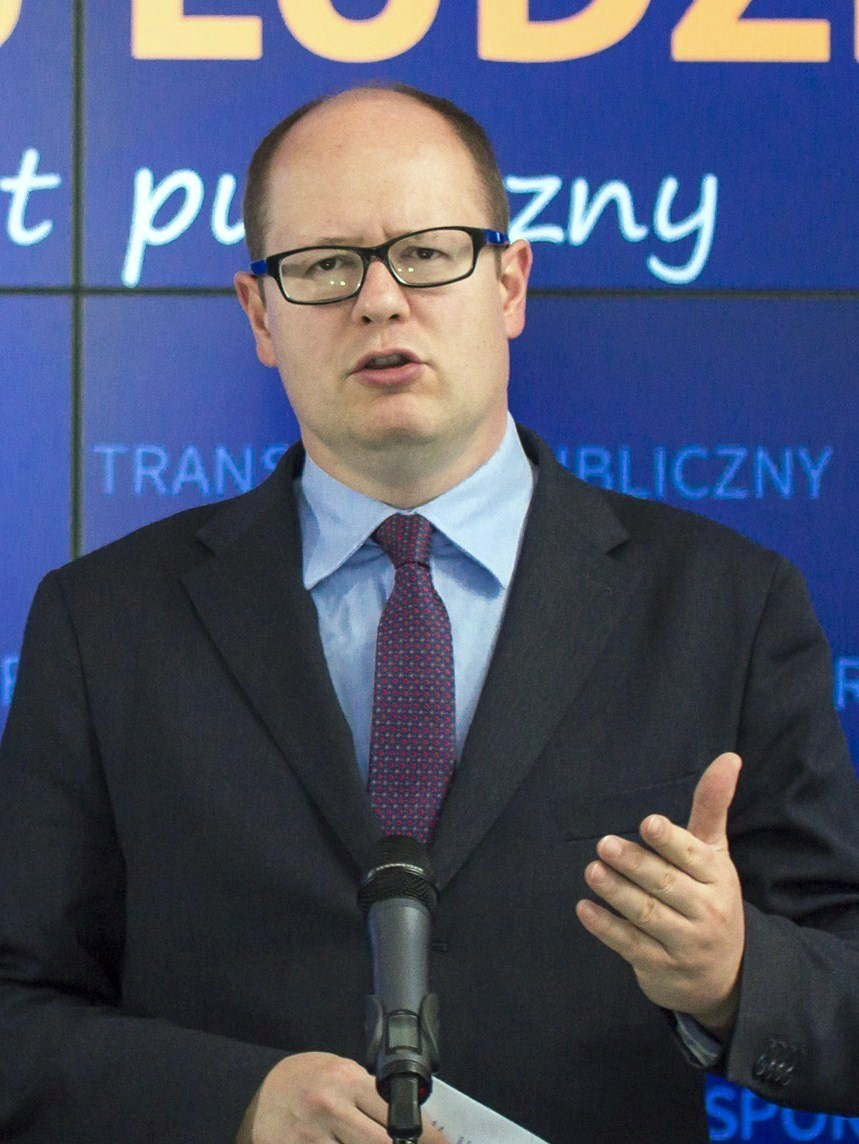
Paweł Adamowicz en 2014.

En 1998, il est élu maire (président) de Gdańsk au titre de l'Alliance électorale Solidarité (AWS). En 2001, il est un des fondateurs de la Plate-forme civique (PO). Il est réélu à la tête de Gdańsk en 2002, 2006, 2010, 2014 et 2018. Il milite en faveur des droits LGBT, de l'éducation sexuelle à l'école et des immigrés.
Il est en 2015–2016 au centre d'une polémique politico-judiciaire l'accusant d'omission dans ses déclarations de patrimoine.

### Assassinat
Le 13 janvier 2019, il est grièvement blessé au couteau lors d'une action caritative nationale, le Grand orchestre de charité de Noël. Opéré pendant cinq heures, victime d'une hypoxie et transfusé avec quelque 15 litres de sang, il meurt le lendemain à l'hôpital universitaire de la ville,. Son assassin est un habitant de la ville âgé de 27 ans ayant purgé une peine de cinq ans de prison pour des attaques à main armée ; il justifie son geste par le fait que le gouvernement de Donald Tusk (Plateforme civique) l'a « jeté en prison », où il dit avoir été torturé.
De nombreux hommages lui sont rendus et des rassemblements à sa mémoire se déroulent à travers toute la Pologne. Un jour de deuil national est décrété dans le pays.

## Distinctions
Le pape Jean-Paul II lui a décerné Pro Ecclesia et Pontifice et le président Aleksander Kwaśniewski la croix du Mérite. Il est également :
- Chevalier de l'ordre Polonia Restituta ;
- Pro Memoria Medal ;
- Médaille d'argent du Mérite culturel polonais Gloria Artis ;
- Chevalier de la Légion d'honneur Délivré en 2012 par l'ambassadeur de France en Pologne Pierre Buhler [10];
- Ordre de la Croix de Terra Mariana de 3e classe ;
- Ordre du Mérite civil ;
- Médaille d'honneur des collectivités territoriales ;
- Croix de la Liberté et de la Solidarité.